# Grzybówka krwista

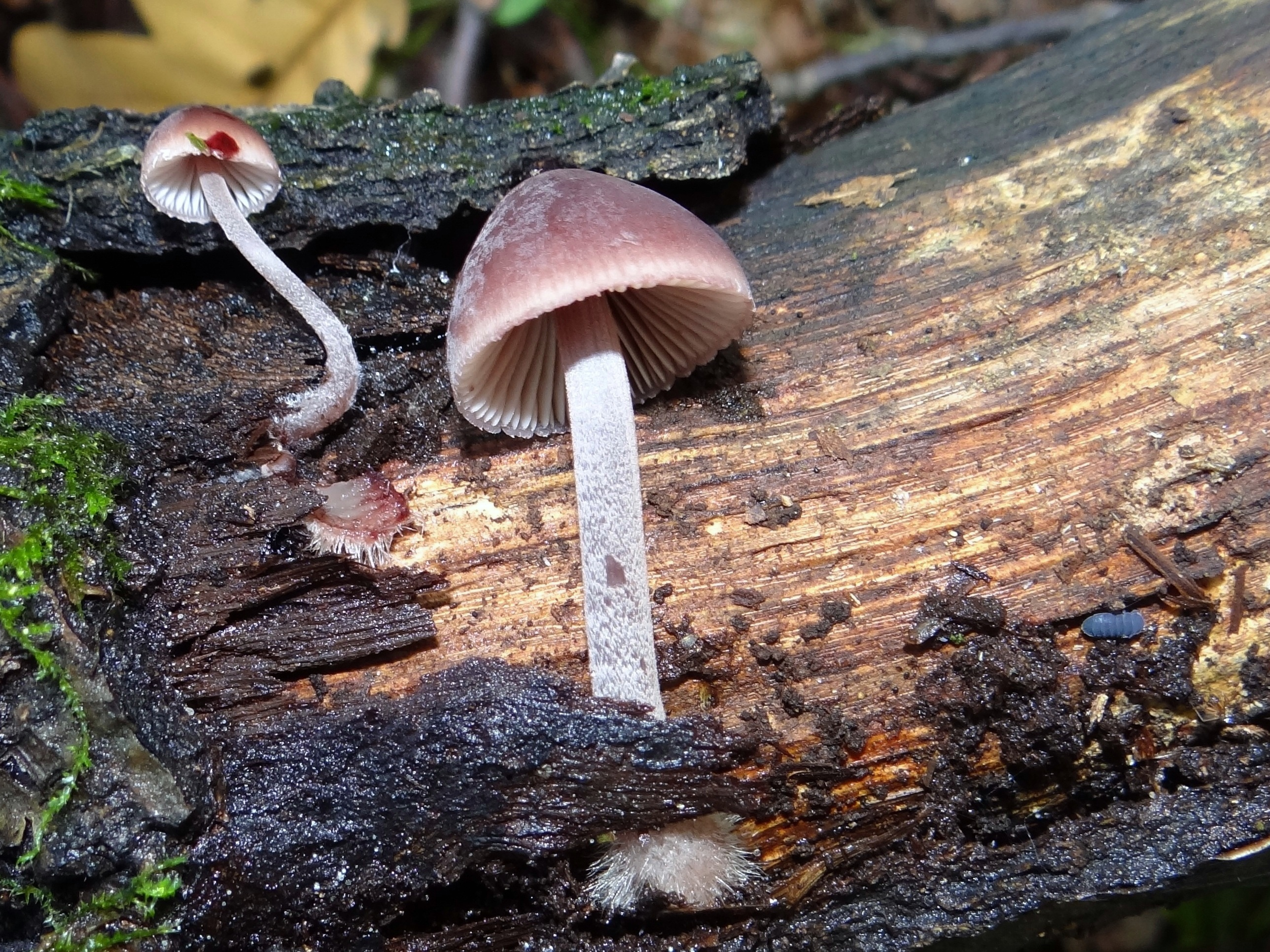
Oszroniony trzon i krwisty kolor miejsc uszkodzonych

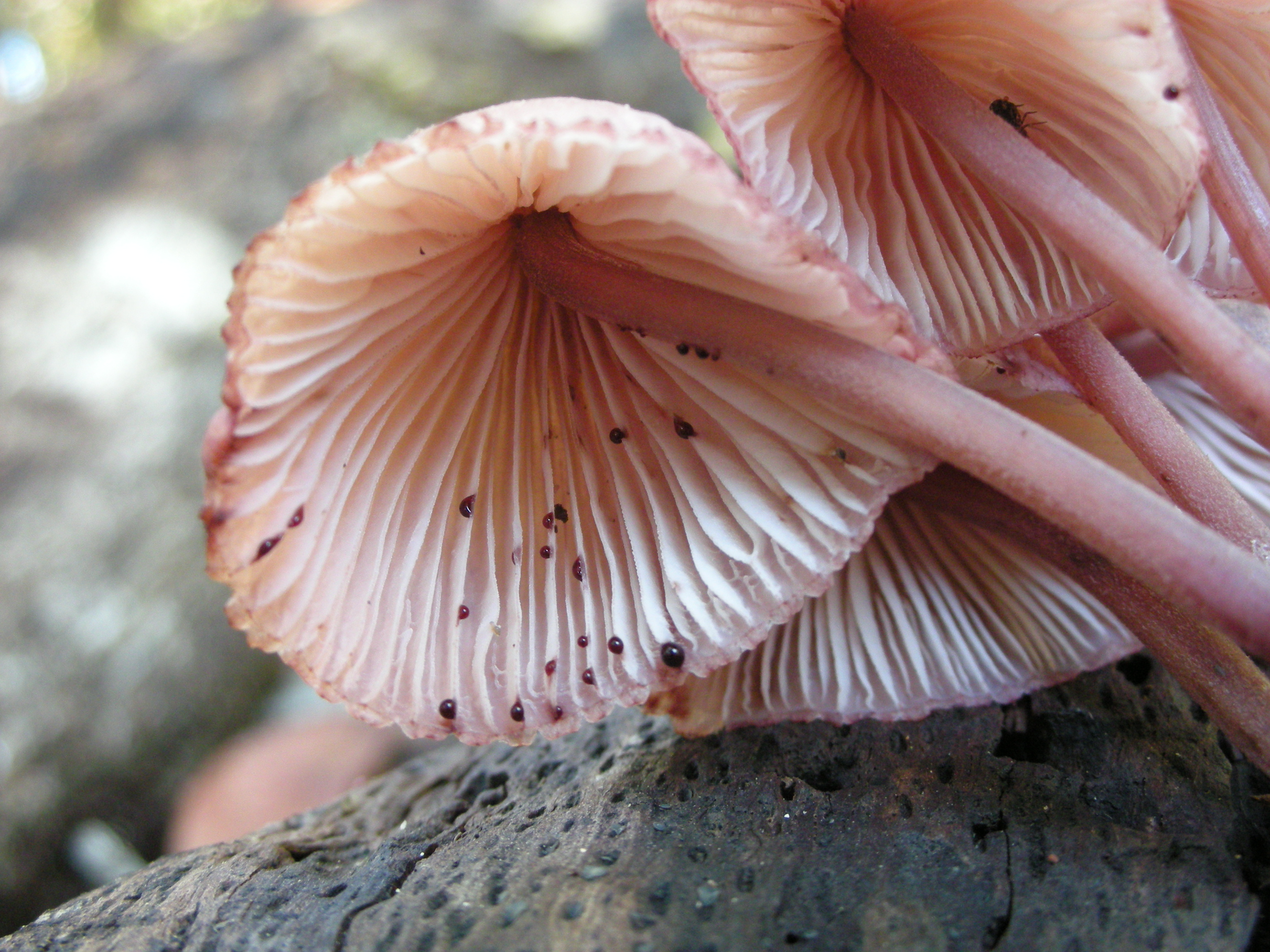
Krwiste krople wyciekające z blaszek

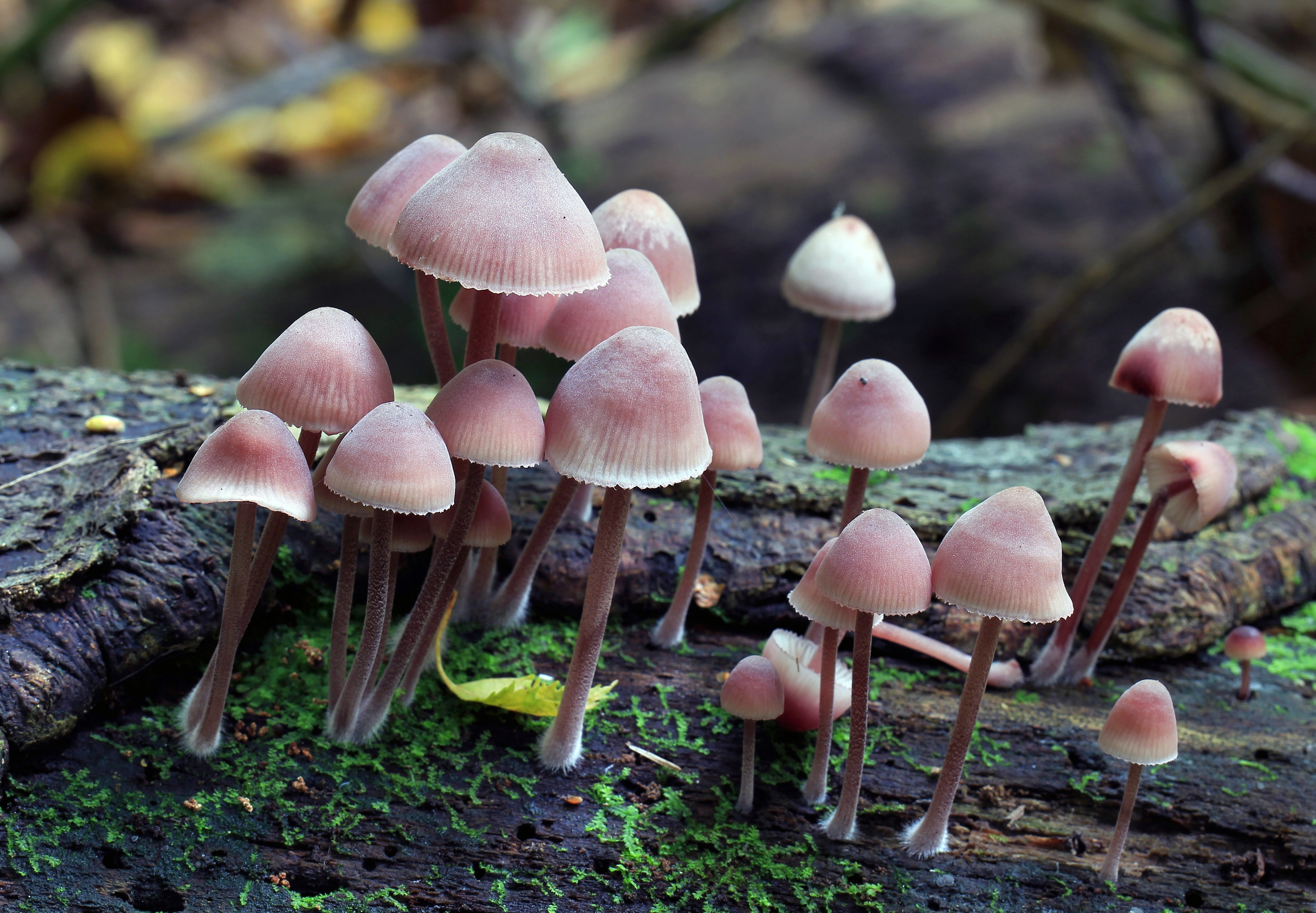

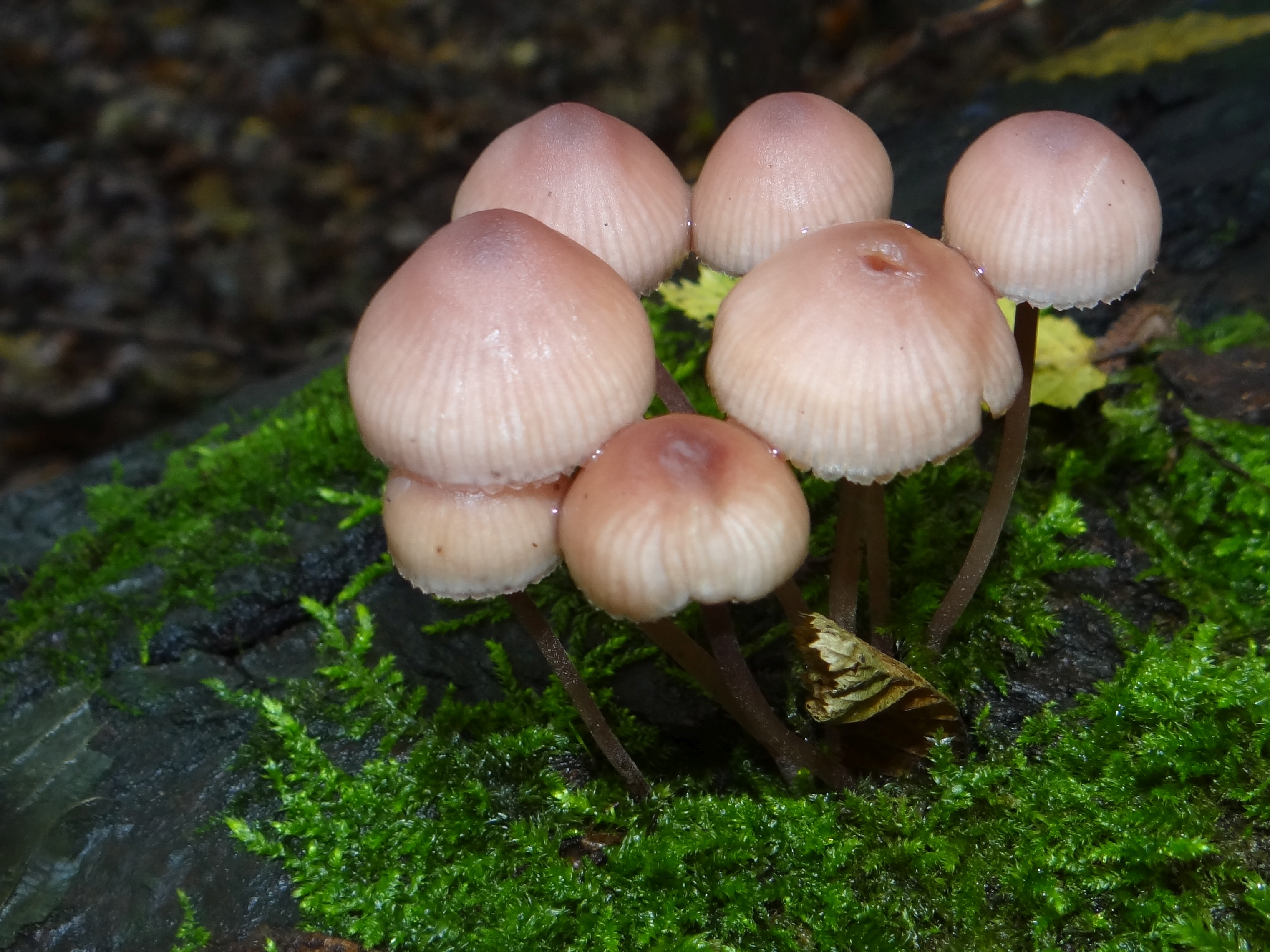

Grzybówka krwista (Mycena haematopus (Pers.) P. Kumm.) – gatunek grzybów z rodziny grzybówkowatych (Mycenaceae).

## Systematyka i nazewnictwo
Pozycja w klasyfikacji według Index Fungorum: Mycenaceae, Agaricales, Agaricomycetidae, Agaricomycetes, Agaricomycotina, Basidiomycota, Fungi.
Po raz pierwszy takson ten zdiagnozował w 1800 r. Christian Hendrik Persoon nadając mu nazwę Agaricus haematopus. Obecną, uznaną przez Index Fungorum nazwę nadał mu w 1871 r. Paul Kummer, przenosząc go do rodzaju Mycena. 
Niektóre synonimy:
- Agaricus haematopus Pers.
- Galactopus haematopus (Pers.) Earle ex Murrill

Nazwę polską podała Maria Lisiewska w 1987 r. 

## Morfologia
Kapelusz
Średnicy 1–3 cm, u młodych owocników półkulisty, później dzwonkowaty, u starszych stożkowato-dzwonkowaty z garbem. Brzeg nieco ząbkowany i zazwyczaj obwieszony bezbarwnymi strzępkami (jak gdyby lamówką). Powierzchnia gładka, do połowy kapelusza żłobiona, o barwie od mięsistobrązowej przez czerwonawobrązową do różowobrązowej. Środek zazwyczaj jest ciemniejszy. Uszkodzone miejsca przebarwiają się na krwistoczerwono.
Blaszki
Zbiegające ząbkiem na trzon lub przyrośnięte do niego. Barwa u młodych owocników od białawej do różowej, u starszych ciemniejsza. Ostrza gładkie.
Trzon
Wysokość 3–7 cm, grubość do 3,5 mm, walcowaty, w środku pusty. Powierzchnia o podobnej barwie jak kapelusz, cała pokryta drobnymi płatkami, przez co wygląda jak oszroniona. Nasada zazwyczaj filcowata.
Miąższ
Bardzo cienki, z uszkodzonego wydobywa się krwistoczerwona ciecz. Smak łagodny, zapach niewyraźny. 
Cechy mikroskopowe
Wysyp zarodników biały. Zarodniki szerokoeliptyczne, gładkie, o rozmiarach 8–11 × 5–7 µm, słabo amyloidalne. Cheilocystydy liczne, wrzecionowate, o wydłużonych i nieco ostrych wierzchołkach. Mają rozmiar 80 × 12 µm. Pleurocystyd brak, lub występują nielicznie i są podobne do cheilocystyd.

## Występowanie i siedlisko
Występuje w Ameryce Północnej, oraz w Europie. W Polsce gatunek bardzo pospolity. 
Rozwija się na martwym drewnie drzew liściastych: na pniach, pniakach i opadłych gałęziach. Owocniki wytwarza od kwietnia do października. W Polsce notowano go na drewnie klona jawora, olszy szarej, brzozy brodawkowatej, wiśni, derenia, leszczyny, głogu, buka, jesionu, śliwy, dębu szypułkowego, dębu bezszypułkowego, robinii, wierzby, lipy. Na drzewie iglastym występuje rzadko.

## Znaczenie
Saprotrof wywołujący białą zgniliznę drewna. Zarówno na grzybni, jak i owocnikach zaobserwowano słabą bioluminescencję. Gatunek ten wytwarza też kilka unikalnych związków chemicznych. Jest uważany za grzyb niejadalny; ze względu na niewielkie rozmiary ma znikomą wartość użytkową, a ponadto nie jest pewne, czy nie zawiera substancji szkodliwych.

## Gatunki podobne
Grzybówka krwista jest łatwa do odróżnienia od innych gatunków grzybówek dzięki krwistemu wyciekowi cieczy z uciśniętego czy inaczej uszkodzonego miejsca. Podczas suchej pogody może nie wydzielać charakterystycznego krwistego mleczka, ale i wówczas jest łatwa do odróżnienia dzięki oszronionemu trzonowi i strzępiastemu zazwyczaj brzegowi kapelusza. Podobna jest np. grzybówka krwawiąca (Mycena sanguinolenta), ale jest dużo mniejsza i nie rośnie na drewnie.